# Aleksandre Kalandadze
Aleksandre Kalandadze (en georgià: ალექსანდრე კალანდაძე, nascut a Tbilisi el 9 de maig de 2001) és un futbolista professional georgià que juga al Wisła Płock, de la lliga polonesa. També ha estat internacional amb la selecció de Geòrgia.

## Trajectòria
Kalandadze és un producte del planter del Dinamo Tbilisi. Després de passar per diverses categories inferiors del gegant georgià, va ser cedit al club hongarès Diósgyőri la temporada 2020-21, on va jugar al seu equip filial. Va tornar al Dinamo Tbilisi la temporada següent, convertint-se en un dels centrals titulars i els va ajudar a guanyar la Lliga Erovnuli 2022 i la Supercopa de Geòrgia 2023. El 25 de gener de 2022 va ampliar el seu contracte amb el club fins a finals de 2024.
El 28 de gener de 2025 va ser cedit per tot l'any al Fehérvár, de la Nemzeti Bajnokság I. Malgrat això i degut a la poca participació a l'equip hongarès, el 2 de juliol de 2025 Kalandadze va fitxar pel Wisła Płock polonès amb un contracte de dos anys, amb opció a un tercer any.

## Selecció georgiana
Després d'haver jugat amb els sub-21 de Geòrgia. El 12 de setembre de 2023, va debutar amb la selecció absoluta de Geòrgia en una derrota de classificació per a la Eurocopa 2024 davant Noruega el 12 de setembre de 2023.

## Estadístiques

### Clubs
| Club                  | País    | Any     | Partits | Gols |
| --------------------- | ------- | ------- | ------- | ---- |
| Dinamo Tbilisi II     | Geòrgia | 2020    | 0       | 0    |
| Diósgyőri VTK (cedit) | Hongria | 2020    | 0       | 0    |
| Dinamo Tbilisi        | Geòrgia | 2021-24 | 104     | 4    |
| Fehérvár (cedit)      | Hongria | 2025    | 11      | 0    |
| Wisła Płock           | Polònia | 2025-   |         |      |

### Selecció
| Selecció Nacional | Anys  | Partits | Gols |
| ----------------- | ----- | ------- | ---- |
| Georgia           | 2023  | 2       | 0    |
| Total             | Total | 2       | 0    |

## Palmarès

#### Dinamo Tblisi
- 1 Erovnuli Liga: 2022
- 1 Supercopa de Geòrgia: 2023

#### Individual
- Membre de l'equip de la temporada de l'Erovnuli Liga 2023[7]